# تيموثي بيغيلو
تيموثي بيغيلو هو محامي وسياسي أمريكي، ولد في 30 أبريل 1767، وتوفي في 18 مايو 1821. انتخب عضو مجلس نواب ماساتشوستس ‏.